# 瑞士琉森Fumetto國際漫畫節
瑞士琉森Fumetto國際漫畫節（Fumetto Internationales Comix Festival Luzern）是歐洲主要的漫畫節之一，創立於1992年，每年四月在中部有「瑞士中的瑞士」美名的琉森湖畔舉行，活動內容豐富，包含漫畫展、工作坊、座談會、簽名會與動畫欣賞等。「富梅托」(Fumetto)是漫畫節的別名 ，即義大利文「漫畫」之意。琉森漫畫節主要以新興的另類漫畫為主，受邀者來自世界各地，展出世界上最重要的漫畫藝術家、著名的插畫家和新興的人才， 每年Fumetto吸引超過50,000名遊客，是琉森藝術節上最大的活動之一 。
瑞士琉森Fumetto國際漫畫節每年定期舉行漫畫比賽，漫畫界新人可藉此機會向專業評審們展現創作，他們的作品將於漫畫節期間公開展出。
琉森新秀獎向來在視覺與敘事上比安古蘭國際漫畫節更強調個人風格，有機會看到實驗性、前衛性更強的漫畫藝術作品。

## 外部連結
- 瑞士琉森Fumetto國際漫畫節官方網站 （页面存档备份，存于）